# フローレンス・アデル・ヴァンダービルト・トゥオンブリー
フローレンス・アデル・ヴァンダービルト・トゥオンブリー (Florence Adele Vanderbilt Twombly 1854年 – 1952年) はアメリカ合衆国の高名なヴァンダービルト家の一族で相続人。

## 経歴

### 生い立ち
1854年、ニューヨーク市スタテンアイランド生まれ。ウィリアム・ヘンリー・ヴァンダービルトとマリア・ルイザ・キッサムの娘。彼女の祖父は代将コーネリアス・ヴァンダービルト。兄弟はコーネリアス・ヴァンダービルト2世、マーガレット・ルイーザ・ヴァンダービルト、ウィリアム・キッサム・ヴァンダービルト、エミリー・ソーン・ヴァンダービルト、フレデリック・ウィリアム・ヴァンダービルト、エリーザ・オスグッド・ヴァンダービルト、ジョージ・ワシントン・ヴァンダービルト2世。

### 邸宅
- ニューヨーク市5番街684番地のタウンハウス。ジョン・B・スヌークにより設計され、父ウィリアム・ヘンリー・ヴァンダービルトから贈られた[1][注釈 1]。解体済み。
- ヴィンランド。1882年、ロードアイランド州ニューポートにピーボディ・アンド・スターンズによりキャサリン・ロリラード・ウォルフのために建てられ、1896年、トゥオンブリーにより購入され大幅な増築がなされた。オグデン・コッドマン・ジュニア装飾[1]。現在サルヴ・レジーナ大学の一部となっており、マコーリー・ホールと呼ばれている[2]。
- フローアム。1897年、ニュージャージー州フローアム・パークにマッキム・ミード・アンド・ホワイトの設計により建てられた800エーカー (3,200,000 m2)の邸宅[1]。現在フェアレイ・ディッキンソン大学により所有されている[3]。
- ニューヨーク市71番通り東1番地の70室あるタウンハウス。ホイットニー・ウォレン設計。解体済み。

### プライベート
1877年、ハミルトン・マコウン・トゥオンブリーと結婚。4人の子供をもうけた。
- アリス・トゥオンブリー(1879年 – 1896年) - 社交界デビュー前夜、16歳で亡くなった。
- フローレンス・アデル・トゥオンブリー(1881年 – 1969年) - ウィリアム・A・M・バーデン夫人
- ルース・トゥオンブリー(1884年 - 1954年) - 結婚歴なし
- ハミルトン・M・トゥオンブリー・ジュニア(1887年 – 1906年) - キャンプ指導員として夏季のキャンプに参加した際、悲惨な事故により溺死。

未亡人として42年生き、1952年4月11日、ニューヨーク市で亡くなった。ウッドロウン墓地に埋葬された。